# Krivtsi
Krivtsi (en macédonien Кривци, en albanais Krivca) est un village de l'ouest de la Macédoine du Nord, situé dans la municipalité de Debar. Le village comptait 9 habitants en 2002. Il est majoritairement albanais.

## Démographie
Lors du recensement de 2002, le village comptait :
- Albanais : 9